# سیارک ۱۰۹۴۳
سیارک ۱۰۹۴۳ (به انگلیسی: 10943 Brunier، نامگذاری:1999FY6) ده هزار و نهصد و چهل و سومین سیارک کشف شده‌است که در ۲۰ مارس ۱۹۹۹ کشف شد.
قدر مطلق سیارک برابر ۱۵٫۴۰ است.